# Саарлок
Саарлок (гренл. Saarloq) — поселение в коммуне Куяллек, Гренландия.

## Описание
В Саарлоке есть церковь, школа (построена в середине 1970-х годов), в которой по состоянию на середину 2000-х годов обучаются 5—6 детей, универсальный магазин Pilersuisoq, единственное каменное здание — склад.

Саарлок расположен в юго-западной части одноимённого острова в море Лабрадор. Поселение обслуживает одноимённый вертодром, расположенный не на острове, а на «большой земле». Есть телефонная связь и Интернет, агрегат для опреснения морской воды ёмкостью три танка по 1100 литров каждый.

## История
С 1 января 2009 года Саарлок после административной реформы перешёл из муниципалитета Какорток в подчинение коммуне Куяллек.

## Демография
В конце XX — начале XXI века почти все населённые пункты Южной Гренландии теряют своих жителей. В Саарлоке показатель сокращения населения достаточно велик: с 1994 по 2010 год количество жителей уменьшилось вдвое, с 89 до 44 человек, по оценкам 2015 года сообщается о «примерно 30 жителях».